# بيتر كيلي
بيتر كيلي (بالإنجليزية: Peter Kelly)‏ (4 مارس 1991 بسانت لويس في الولايات المتحدة - ) هو لاعب كرة قدم أمريكي في مركز الوسط. لعب مع فينيكس راسينغ ونادي سانت لويس ونادي توكسون.

## وصلات خارجية
- بيتر كيلي على موقع قاعدة بيانات كرة القدم.إي يو (الإنجليزية)